# Castro Valley
Castro Valley é uma Região censo-designada localizada no Estado americano da Califórnia, no Condado de Alameda. O lugar também é famoso por ser a terra natal do falecido ex-baixista do Metallica, Cliff Burton.

## Geografia
A área total da cidade é de 44,2 km² (17,1 mi²), sendo 43,6 km² (16,8 mi²) de terra e 0,6 km² (0,2 mi²) de água.

## Demografia
De acordo com o censo de 2020, a densidade populacional é de 1523,6/km² (3943,6/mi²) entre os 66.441 habitantes, distribuídos da seguinte forma:
- 40,3% caucasianos
- 6,4% afro-americanos
- 0,9% nativo americanos
- 30,8% asiáticos
- 0,5% nativos de ilhas do Pacífico
- 8,0% outros
- 13,2% mestiços
- 19,3% latinos

Existem 17.369 famílias na cidade, e a quantidade média de pessoas por residência é de 2,83 pessoas.

## Localidades na vizinhança
O diagrama seguinte representa as localidades num raio de 8 km ao redor de Castro Valley.